# Valtablado de Beteta
Valtablado de Beteta es un despoblado español que actualmente forma parte del municipio de Beteta, en la provincia de Cuenca, comunidad autónoma de Castilla-La Mancha. Actualmente Valtablado de Beteta no tiene habitantes.

## Geografía
Está situada a medio camino entre Valsalobre y Cueva del Hierro.

## Historia
Es un exclave del ayuntamiento de Beteta, al que estuvo unido desde la Edad Media hasta que se independizó del mismo en el año 1850,[cita requerida] al igual que las aldeas próximas de El Tobar, Cueva del Hierro, Masegosa, Lagunaseca, Santa María del Val y Valsalobre.
A mediados del siglo XIX, el lugar, por entonces con ayuntamiento propio, contaba con una población censada de 151 habitantes. Aparece descrito en el decimoquinto volumen del Diccionario geográfico-estadístico-histórico de España y sus posesiones de Ultramar de Pascual Madoz de la siguiente manera:

VALTABLADO DE BETETA ó DE LA SIERRA: l. con ayunt. en la prov. y dióc. de Cuenca (11 leg.), part. jud. de Priego (5), aud. terr. de Albacete (36) y c. g. de Castilla la Nueva (28): sit. al estremo N. de la prov. en terreno escabroso, con clima frío, combatido por los vientos de N. y S. y propenso á catarros. Consta de 40 casas de pobre construccion, inclusa la de ayunt. que sirve de cárcel; hay escuelas de primeras letras concurrida por 20 niños y pagado su maestro por los padres de los alumnos; para surtido del vecindario se hallan varias fuentes fuera de la pobl.; la igl. parr. se halla servida por un cura de entrada y un sacristan. El térm. confina por N. con el de Poveda y Cueva del Hierro; E. Beteta; por S. y O. Peñalen: el terreno es de buena calidad; por el N. y O. se halla bastante poblado de leña: los caminos son locales y en mal estado: la correspondencia se recibe de Valdeolivas los lunes, y sale los sábabos. prod.: trigo, cebada y demás granos; tambien se cogen algunas ciruelas; se cria ganado lanar, y caza de liebres, conejos, perdices, venados y corzos. ind.: la agrícola. comercio: la venta del sobrante de sus prod. y la importacion de algunos art. de consumo diario. pobl.: 38 vec., 151 alm. cap. prod.: 332,100 rs. imp.: 16,605.
(Madoz, 1849, p. 495)

En sus mejores tiempos, llegó a tener algo más de una veintena de casas distribuidas en varias calles. Según el censo de Floridablanca del año 1875, contaba con 188 habitantes. En el año 1950 tenía 117 habitantes, habiéndose reducido en 1970 a menos de la mitad, quedando solo una decena de casas abiertas. La despoblación final se produjo en 1974, debido a la expropiación de los terrenos de la aldea por el antiguo Instituto para la Conservación de la Naturaleza (ICONA).
Finalmente, el municipio de Valtablado fue incorporado de nuevo al de Beteta mediante decreto 975/1974, de 28 de marzo de 1974.
Los descendientes de las familias expropiadas crearon en 2007 la asociación El Rinconcillo de Valtablado para tratar de recuperar los terrenos. A día de hoy, la asociación ha vuelto a abrir calles y adecentar el antiguo cementerio para albergar a sus antiguos habitantes fallecidos.

## Demografía
| Gráfica de evolución demográfica de Valtablado de Beteta entre 1842 y 1970 |
| |
| Población de derecho según los censos de población del INE Población de hecho según los censos de población del INEEntre el censo de 1981 y el anterior, este municipio desaparece porque se integra en el municipio Beteta |